# ساينساك موانجسورين
ساينساك موانجسورين (بالتايلندية: แสนศักดิ์ เมืองสุรินทร์)‏ مواليد 13 أغسطس 1950 في محافظة فيتشابون، تايلاند - الوفاة 16 أبريل 2009 في بانكوك، تايلاند، كان ملاكم محترف تايلندي صنّف ضمن فئة وزن خفيف الوسط. حقق بطولة المجلس العالمي للملاكمة.

## المسيرة الاحترافية
من نزالاته:
- خسر أمام توماس هيارنس بالضربة الفنية القاضية (18-10-1979).
- انتصر على سول مامبي (23-10-1977).
- انتصر على قاتس إشيماتسو بالضربة القاضية (02-04-1977).

## إحصائيات
خاض خلال مسيرته 20 نزالا، فاز في 14 ولم يتعادل وخسر في 6. فاز بالضربة القاضية في 11 نزالا.

## روابط خارجية
- ساينساك موانجسورين على موقع بوكس ريك (الإنجليزية) (registration required)